# Vinzent (Film)
Vinzent ist ein deutscher Spielfilm von Ayassi. Der Film wurde von Ayassi Entertainment, Factory und Leuchtkraft produziert. Der Film hatte am 5. Juni 2004 auf dem Shanghai International Film Festival seine Premiere und erschien 20. Juli 2006 in Deutschland in den Kinos.

## Handlung
Vinzent ist ein schüchterner, dem Nervenzusammenbruch naher, Mann mittleren Alters. Als er seine Freundin Rose besucht, um sie beim Sammeln von Unterschriften gegen Tierversuche zu unterstützen, glaubt er, sie im Nachbarfenster eines Mietshauses gesehen zu haben. Das Haus, welches einem Labyrinth gleicht, die Atmosphäre und vor allem die Mieter machen es ihm nicht leicht, seine Freundin zu finden. Es beginnt eine Suche in einem diffusen Geflecht aus vorenthaltenen Informationen, kleinbürgerlichen Hausintrigen und den offenbar kriminellen Machenschaften eines Arztes bis weit über die Grenze seiner Wahrnehmungsmöglichkeiten hinaus.

## Rezeption
Der Film wurde bei den Shanghai International Film Festival und Rhode Island International Film Festival 2004 gezeigt.

### Kritik
„Da keine Dramatik aufgebaut wird, die auf einen Höhepunkt hinarbeitet, ist es nur konsequent, mit der Auflösung auch keinen mehr überraschen zu wollen. Seit der Inflation der Mindfuck-Filme wäre sowieso jedem von Anfang an klar, wer der gesuchte Podesch ist, weil es in Fight Club, The Machinist, Identity, Cypher, Secret Window etc. eben auch immer derjenige welche selbst ist.“